# Negative FX
Negative FX war eine kurzlebige Hardcore-Band aus Boston, die für die Entwicklung der dortigen Straight-Edge-Bewegung von entscheidender Bedeutung war.

## Bandgeschichte
Negative FX wurde 1981 von Jack Kelly, Pat Ratferty, Rich Collins und Dave Brown gegründet. Während der kurzen Bandgeschichte von gerade mal zwei Jahren fanden insgesamt sechs Konzerte statt. Eines davon, im Vorprogramm des Abschlusskonzerts von Mission of Burma, wurde in Boston wegen Ausschreitungen berühmt. Als der Tontechniker den Auftritt der Band frühzeitig beenden wollte, wurde er von Fans angegriffen und verprügelt. Im April und im November 1982 wurden 18 Lieder aufgenommen, doch Jack Kelly verletzte sich am Knie und danach fand die Band nicht mehr wirklich zusammen.
Erst 1984, nachdem die Band schon ein Jahr aufgelöst war, veröffentlichte Taang Records das selbstbetitelte Album der Band. Das Cover zeigt den Kopf von Charles Manson, der aber statt der Swastika das Negative-FX-Logo auf der Stirn trägt. Das Bild entstammte einem alten Flugblatt zum Auftritt der Band mit Mission of Burma.

## Musik
Negative FX spielten schnellen Hardcore, der gelegentlich auch als Thrashcore bezeichnet wird. Besonders markant ist die schnelle Singstimme von Chuck Kelly. Textlich nahm Jack Kelly viel von dem vorweg, was später Youth of Today in New York City verbreiteten. Die Texte waren auf den „Unity“-Gedanken ausgerichtet, also einem Zusammenschluss der Hardcore-Szene insgesamt. Weitere Themen waren politischer Natur und dem Zeitgeist verpflichtet, Themen waren beispielsweise der Kalte Krieg, drohender Atomkrieg und Polizeigewalt.

## Bedeutung
Zusammen mit DYS und SS Decontrol waren Negative FX die Mitbegründer der Boston Crew, einer Gruppierung aus Anhängern des Straight-Edge-Lebensstils, die sich gegenseitig unterstützten, aber auch Andersdenkende angriffen. Nach dem Ende von Negative FX gründete Jack Kelly 1983 Last Rights und später Slapshot. Die anderen Mitglieder traten nicht mehr in Erscheinung.
Die Punkband NOFX hat 1983 ihren Namen in Anlehnung an Negative FX gewählt. 

## Diskografie
- 1984: Negative FX (Taang! Records)
- 1996: Split-Album mit Last Rights (Taang Records!)
- 2002: Discography (Reflex/Wolfpack Records)
- 2003: Government War Plans (EP, Distortions Records)
- 2005: Government War Plans 1982 Demos (Distortions Records)